# 陶城镇
陶城乡，是中华人民共和国河南省许昌市鄢陵县下辖的一个乡镇级行政单位。

## 行政区划
陶城乡下辖以下地区：
陶南村、陶北村、明理村、南张庄村、郜庄村、仓头村、赵庄村、蒋寨村、前席村、南大宋村、东刘庄村、坡冯村、南孙庄村、胡庄村、三岗村、十室村、葛庄村、常庄村、追岗村、邢庄村、黄庄村、阎庄村、代张村、徐庄村、扶齐村、后路村和谷庄村。